# Собор Святого Румбольда
Собор Святого Румбольда (нидерл. Sint-Romboutskathedraal) — архикафедральный собор в г. Мехелен (Бельгия). Назван в честь ирландского или шотландского христианского монаха Святого Румольда, проповедовавшего в VIII веке и канонизированного после своей смерти. Собор внесён в список культурного наследия ЮНЕСКО как историческая ценность мирового значения (ID:74569).

## История
Строительство собора началось около 1200 года в эпоху экономического процветания Мехелена. Предполагалось, что высота башни должна была достичь 160 м, после чего собор мог стать самым большим зданием в мире. Однако этого не случилось. Войны и экономический спад привели к тому, что башня была достроена только до высоты в 97 м. Строительство башни велось этапами до XVI в.

## Архитектура
Центральный неф собора Святого Румбольда был выполнен в готическом стиле. Лепнина, украшающая его аркаду, выполнена уже в стиле классицизма. Соборный алтарь сделан в стиле барокко из мрамора, его украшает большая фигура святого Румбольда. Перила кафедры сделаны в виде упавшего дерева с листьями, ветками и цветами.
На верх башни ведёт лестница с 538 ступенями. С высоты башни виден весь Мехелен, а в хорошую погоду можно разглядеть и Брюссель.
Настоящим украшением собора является карийон из 49 колоколов. Эти колокола были отлиты в период с 1640 по 1947 годы. Самый большой колокол называется Salvator, а его вес равен 8884 кг. Колокол Jehsus был отлит в 1460 году, а Liberation — в 1947 году.
Этот карийон является одним из лучших в Европе, и именно от французского названия города — Малин (фр. Malines) произошло русское выражение «малиновый звон». Здесь, в Мехелене, действует единственная в Бельгии школа звонарей.